# Włośnianka białołuskowata
Włośnianka białołuskowata (Hebeloma claviceps (Quél.) Sacc.) – gatunek grzybów należący do rodziny pierścieniakowatych (Strophariaceae).

## Systematyka i nazewnictwo
Pozycja w klasyfikacji według Index Fungorum: Hebeloma, Strophariaceae, Agaricales, Agaricomycetidae, Agaricomycetes, Agaricomycotina, Basidiomycota, Fungi.
Po raz pierwszy opisał go w 1863 r. Elias Fries, nadając mu nazwę Agaricus claviceps. W 1872 r. Lucien Quélet przeniósł go do rodzaju Hebeloma. Brak tytu nomenklatorycznego. Według Index Fungorum jest to takson niepewny. Synonimy:
- Hebelomatis claviceps (Fr.) Locq.1979
- Inocybe claviceps (Fr.) P. Karst.1879
- Hylophila claviceps (Fr.) Quél.1886

Nazwę polską nadał Stanisław Domański w 1955 r.

## Występowanie
W Polsce W. Wojewoda w 2003 r. przytoczył 7 stanowisk, w późniejszych latach podano następne.
Naziemny grzyb mykoryzowy występujący w lasach sosnowych. Owocniki w Polsce głównie od września do października.